# Сербська епічна народна поезія
Сербська епічна народна поезія — це форма епічної поезії (пісень), створена сербами, яка походить від сучасної Сербії, Боснії і Герцеговини, Хорватії, Македонії та Чорногорії. Основні цикли були створені невідомими сербськими авторами між XIV і XIX століттями. Вони в значній мірі пов'язані з історичними подіями та особистостями. Зазвичай поеми читаються речитативом у супроводі гуслі.
Сербська епічна народна поезія сприяла розвитку сербської національної самосвідомості. Цикли віршів про Марко Мрнявчевича, гайдуків і ускоків надихали сербів, на відновлення свободи та їх героїчного минулого. Гайдуки розглядаються як невід'ємна частина національної ідентичності; в оповіданнях гайдуки були героями: вони грали роль сербської еліти під час правління Османської імперії, захищали сербів від османського загарбання, готувалися до національного визволення і сприяли Сербської революції.

## Історія
Один із ранніх записів сербської епічної поеми — це фрагмент пісні бугарштіци 1497 року про полонення Яноша Гуньяді Джураджем Бранковичем. Відомо, що серби співали на гуслях в період Османської імперії. Відомі сербські виконавці грали при польських королівських дворах в 16-м і 17-м століттях, і пізніше в Україні та на Угорщині. Угорський історик Себастьян Тіноді писав в 1554 році, що «тут в Угорщині багато гравців на гуслях, але нікого немає краще в сербському стилі, ніж Дімітріє Караман». Він описав виступ Карамана перед турецьким лордом Улуманом у 1551 році в Липові: гусляр тримав гуслі між колін, його виконання було надзвичайно емоційним з сумним виразом обличчя. Історик і поет Мацей Стрийковський (1547—1582) включив у свою хроніку 1582 року епічні вірші сербів, в яких йдеться про героїчну боротьбу їхніх предків з турками.
У 1824 році Вук Караджич відправив копію своєї колекції народних пісень Якобу Грімму, який був особливо в захваті від «Здания Скадара». Грімм перевів його на німецьку, і охарактеризував як «одне з найбільш зворушливих віршів всіх часів і народів» .
Більшість епічних віршів присвячені епосу османського загарбання і боротьбі за звільнення від нього. Завдяки зусиллям етнографа Вука Караджича, більшість із цих епосів були зібрані і опубліковані в книгах в першій половині і в середині XIX століття. Караджич записав ці поеми «з вуст народу». Сербська поезія була доброзичливо прийнята в Європі, оскільки збірки віршів вийшли в пік розквіту періоду романтизму. Якоб Грімм почав вивчати сербський, щоб читати вірші в оригіналі. Він написав детальний аналіз кожного нового збірника сербських епічних віршів. Завдяки Якобу Грімму і словенському Єрнею Копітар, сербська народна література знайшла своє місце в світовій літературі .
Сербський епос користувався популярністю у Європі. Твори перекладали на інші мови Гете, Я. Грімм, Меріме, В. Скотт, О. Пушкін, А. Міцкевич.

## Цикли
Сербська епічна поезія поділена на цикли:
- Неісторичний цикл (серб. Неисторијски циклус) — вірші про слов'янської міфології, зокрема про драконів і німф;
- Докосівський цикл (серб. Преткосовски циклус) — вірші про події, які відбувалися напередодні битви на Косовому полі, героями якого є представники династій Неманичів і Мрнявчевічей;
- Косовський цикл (серб. Косовски циклус) — вірші про події, які відбулися безпосередньо перед і після битви на Косовому полі, ;
- Цикл Марко Мрнявчевича (серб. циклус Краљевића Марка) — вірші, які описують героїчні подвиги Марко Кралевіч в боротьбі з турками;
- Післякосовский цикл (серб.Покосовски циклус) — вірші про події після битви;
- Цикл гайдуків і ускоків (серб. Хајдучке и ускочке песме) — вірші про боротьбу проти турецького ярма, опис набігів гайдуків та ускоків на турків (XVI—XVII ст.);
- Вірші про звільнення Сербії і Чорногорії (серб. Песме о ослобођењу Србије и Црне Горе) — вірші про XIX століття про бої проти османів.

## Сербська епічна народна поезія в українській літературі
Перші переклади сербських віршів зі збірки В. Караджича були опубліковані у 1837 р., їх здійснили М. Шашкевич та Я. Головацький. Пізніше перекладами займалися такі видатні постаті як: М. Старицький, О. Барвінський, І. Франко, М. Бучинський та ін.
Використовував мотиви народнопісенної творчості сербів Т. Шевченка, що проглядається у вірші «Подражаніє сербському».
Михайло Старицький опублікував першу книгу, яка складалася із перекладів сербських творів «Сербські народні думи і пісні» (1876 р.).
Переклади сербських епічних віршів І. Франка були надруковані в журналі «Житє і слово» та у книжці «Читанка руська для другої кляси шкіл середніх». Серед українських поетів/перекладачів пісенного епосу сербського народу, тільки він додержувався метричної будови оригіналу. Іван Якович переклав тринадцять творів із сербської народної поезії, зокрема: «Мати святого Петра», «Найбільші гріхи», «Невдячні сини», «Жінка багатого Гавана».
А. Метлинський у 1839 р. видав збірку «Думи і пісні та ще дещо», в якій є цикл «Луна із Сербії», в якому містяться переклади сербських пісень В. Караджича.
У сербському епосі Максим Рильський бачив багато спільного з українськими думами та піснями.
Його збірка «Сербські епічні пісні» видана 1962 р., натхненням для якої стала поїздка до Югославії у 1945 р. Книга нараховує в собі 17 перекладів сербських епічних пісень.
|  | Книжки Караджича з собою я привіз, Вони Старицького колись духотворили, В них стільки мужності і благородних сліз, В них стільки ніжності, і глибини, і сили! |

Книга «Сербська народна поезія», впорядкована Л. Первомайським і М. Рильським надрукована в 1955 році, вважається одною із найкращих, серед перекладів сербських народних пісень. До неї увійшли переклади сербських творів М.Рильського, Л. Первомайського, І. Франка та М. Старицького. Подані у виданні пісні охоплюють всі цикли сербської епічної поезії.
Також перекладами сербських народних пісень займався Я. Шпрота. У 1956 році вийшла його збірка «Дубове листя», де в розділі «Із сербського епосу», розміщено такі переклади: «Марко і віла», «Марко і Лютіця Богдан», «Марко Королевич і орел», «Смерть воєводи Приєзда» і «Джюрджева Ірина».